# Journal of Structural Biology
Das Journal of Structural Biology, abgekürzt J. Struct. Biol., ist eine wissenschaftliche Zeitschrift, die vom Elsevier-Verlag veröffentlicht wird. Die erste Ausgabe erschien im November 1957 unter dem Namen „Journal of Ultrastructure Research“, den die Zeitschrift bis 1985 beibehielt. Von 1986 bis 1989 wurde der Name „Journal of Ultrastructure and Molecular Structure Research“ verwendet. Derzeit erscheint die Zeitschrift monatlich. Es werden Artikel veröffentlicht, die sich mit der Strukturanalyse des lebenden Materials auf jeder Organisationsstufe beschäftigen. Neben mikroskopischen Verfahren werden auch Kernresonanzspektroskopie und digitale Bildbearbeitung berücksichtigt.
Der Impact Factor lag im Jahr 2014 bei 3,231. Nach der Statistik des ISI Web of Knowledge wird das Journal mit diesem Impact Factor in der Kategorie Biochemie und Molekularbiologie an 109. Stelle von 289 Zeitschriften, in der Kategorie Biophysik an 23. Stelle von 73 Zeitschriften und in der Kategorie Zellbiologie an 98. Stelle von 184 Zeitschriften geführt.
Chefherausgeber sind Alasdair C. Steven, Silver Spring, Vereinigte Staaten von Amerika und Andrei N Lupas, Max-Planck-Institut für Entwicklungsbiologie, Tübingen, Deutschland.